# Агакауитаи
Агакауитаи (фр. Agakauitai) — небольшой остров в архипелаге Гамбье (Французская Полинезия). Расположен недалеко от острова Тараваи.

## География
Остров очень скалист. Площадь составляет около 0,7 км². Высшая точка — 139 м.

## Административное деление
Административно входит в состав коммуны Гамбье.

## Легенды
Существует легенда, что именно на острове Агакауитаи расположена пещера, где когда-то местные жители хоронили своих королей. Хотя на сегодняшний день никаких доказательств этому на острове не найти.